# Earl Gardner (musicien)
Pour les articles homonymes, voir Earl Gardner.
Earl Wesley Gardner, Jr., né le 19 avril 1950 à New York, est un trompettiste de jazz américain. On le connaît surtout pour son passage dans le groupe de house Saturday Night Live, avec qui il restera jusqu'en 1985.
En 1976, il rejoint The Thad Jones/Mel Lewis Orchestra.

## Discographie
Avec Carla Bley
- 2003 : Looking for America (Watt/ECM)
- 2008 : Appearing Nightly (Watt/ECM)

Avec George Benson
- Big Boss Band (Warner Bros., 1990)

Avec Angela Bofill
- I Wanna Love Somebody (Jive, 1983)

Avec David Bowie
- Never Let Me Down (EMI, 1987)

Avec David Byrne
- Grown Backwards (Nonesuch, 2004)

Avec Casiopea
- Sun Sun (Alfa, 1986)
- Platinum (Polydor, 1987)

Avec Hank Crawford
- Tight (Milestone, 1996)

Avec Robin Eubanks
- Karma (JMT, 1991)

Avec le Charlie Haden's Liberation Music Orchestra
- Dream Keeper (Blue Note, 1990)

Avec Tom Harrell
- Time's Mirror (RCA Victor, 1999)

Avec Joe Henderson
- Big Band (Verve, 1997)

Avec Dave Holland
- What Goes Around (ECM, 2002)

Avec James Ingram
- Never Felt So Good (Qwest, 1986)

Avec Branford Marsalis
- I Heard You Twice the First Time' (Sony, 1992)

Avec John Scofield
- Up All Night (Verve, 2003)
- That's What I Say: John Scofield Plays the Music of Ray Charles (Verve, 2005)

Avec Zoot Sims and the Benny Carter Orchestra
- Passion Flower: Zoot Sims Plays Duke Ellington (1979)

Avec Bob Stewart
- Goin' Home (JMT, 1989)

Avec The Thad Jones/Mel Lewis Orchestra
- Thad Jones/Mel Lewis Orchestra with Rhoda Scott (Barclay, 1976)
- It Only Happens Every Time (EMI, 1977)
- Live in Munich (Horizon/A&M, 1976)

Avec Stanley Turrentine
- Nightwings (Fantasy, 1977)

Avec McCoy Tyner
- The Turning Point (Birdology, 1992)
- Journey (Birdology, 1993)